# Arisarum
Genre
Classification phylogénétique
Arisarum est un genre de plantes herbacées de la famille des Araceae qui comprend trois espèces d’origine méditerranéenne.

## Les 3 espèces
1. Arisarum proboscideum, originaire des bois montueux d’Italie et du sud de l’Espagne, il a une curieuse inflorescence constituée d’un spadice de fleurs minuscules, enfermé dans une spathe en casque, brun foncé. La spathe se termine en forme de queue de souris. La partie supérieure du spadice répand une odeur de champignon, qui attire les moucherons fongueux pollinisateurs.
2. Arisarum simorrhinum, trouvée dans le Sud de l’Espagne et du Maroc ; très semblable à Arisarum vulgare, parfois considérée comme une sous-espèce de celle-ci.
3. Arisarum vulgare, dit capuchon de moine ou gouet capuchon.

Arisarum proboscideum est rustique, alors que les deux autres espèces sont gélives.

## Hybridation
Il existe au moins un hybride :
- Arisarum ×aspergillum Dunal (Arisarum simorrhinum × Arisarum vulgare)

## Usages alimentaires
Selon François Couplan (ethnobotaniste), les petits tubercules d’A. vulgare (de la taille d’une noisette, nutritifs et notamment riches en amidon) ont servi d’aliments lors des disettes en Afrique du Nord . Leur richesse en cristaux d’oxalate de calcium les rendant très irritants s’ils étaient mangés crus, ces tubercules doivent préalablement être rendus comestibles par une cuisson dans plusieurs eaux.